# Babusha
Babusha eller Pa-Pu-sha, född okänt år, död 1330, var en kinesisk kejsarinna, gift med Khoshila khan. 
Hon var dotter till prinsessan Shouning, som var niece till Chengzong. Hon gifte sig med Khoshila khan innan han blev kejsare. 
Efter makens trontillträde grundades Ninghui-templet för att sköta hennes palatsaffärer, och tilldelades 10.000 tings och 2000 pi siden. Det noterades att hon föreslog kejsaren att be om hans välfärd i livet efter detta, och en högtidlig procession arrangerades där den kejserliga läraren ledde alla buddhistmunkar för att förrätta buddhistceremonier under sju dagar i Datiuanyuan Yansheng templet, medan taoistmunkar upprättade offeraltare i de fyra palatsen i Yuxu, Tianbao, Taiyi och Wanshou för hennes räkning. 
Hennes make avled 1329. Hon överlevde hans död, då det noteras att siden tilldelades hennes hushåll under år 1330. Samma år godkände hon publiceringen av Huous berömda kokbok Yin-shanZhengyao (1330). För att säkra kejsar Aratnadaras troninnehav blev hon dock mördad samma år, samtidigt som Toghon Temur av samma skäl förvisades till Korea, i maj 1330, på order Budashiri. Hon hade före sin avrättning anklagat Budashiri för att ha mördat hennes make. 